# Josip Čižinski
Josip Čižinski (Čižinsky), poznatiji pod imenom Milan Gorkić (Sarajevo, 19. veljače 1904. –  SSSR (Sibir) 1.studenoga 1937.), bio je jugoslavenski političar-komunist. Član vodstva KPJ od 1932., a generalni sekretar od 1936. Godine 1937. bio je smijenjen i u staljinističkim čistkama osuđen kao gestapovski špijun te vjerojatno strijeljan.
Ujesen 1927. oženio se s Betti Nikolajevnom Glan, koja je također radila u Komunističkoj internacionali. Imao kćer Jelenu.

## Mladost i obitelj
Obitelj Josipa Čižinskog doselila se iz Češke u vrijeme austrougarske okupacije Bosne i Hercegovine. Njegov otac Vaclav rođen je u Lupenicama kod Rychnova nad Kněžnom, u prikarpatskom dijelu Češke. Djed Jirži bio je seljak iz Vamberka. Izučio je stolarski i tapetarski zanat. Kao kalfa radio je kod raznih majstora u Slovačkoj i Češkoj. Bio je član Socijaldemokratske stranke Čehoslovačke. To je bio jedan od razloga napuštanja zemlje i odlazak u BiH. Zaposlio se u Sarajevu u željezničkoj radionici, gdje je bila najveća koncentracija radnika.
Nakon tri godine rada u Sarajevu, Vaclav se vratio u rodne Lupenice gdje su mu ostali roditelji i djevojka Antonija Mimerova, koju je tamo i oženio. U Sarajevo se ponovno vratio 1901. s mladom ženom. Djelovao je u sindikatu željezničara i u socijaldemokratskom pokretu u BiH.
Antonija Mimerova rođena je 1878. u susjednom selu Merklovice u istom okrugu. Izučila je krojački zanat, a uskoro nakon dolaska u Sarajevo bavi se krojenjem, dok je Vaclav radio u željezničkoj radionici. Ubrzo nakon dolaska u Sarajevo 1901., Antonija je rodila sina Ladislava. Tri godine kasnije, 1904., rođen je Josip Čižinsky.
Obitelj mu je živjela dosta teško. U kući su govorili češki, a izvan kuće srpski. Sam Čižinsky se izjašnjavao kao Srbin.

## Ilegalac
Nakon zabrane komunističkih organizacija, Čižinski nastavlja raditi za SKOJ i partiju u ilegali. Isključen je iz Trgovačke škole. Sa 17 godina postaje sekretar Okružnog komiteta SKOJ-a za Bosnu i Hercegovinu, s 18 godina zamjenik je glavnog urednika sindikalnog lista Radničko jedinstvo. Objavljuje članke pod svojim pravim imenom, kao i pod pseudonimom "Gorkić".  To je bio nadimak koji je dobio u Trgovačkoj akademiji, jer je oduševljeno čitao Maksima Gorkog i držao o njemu predavanja. Kada je jednom bio uhićen, policija ga je ispitivala pozna li Gorkića; tvrdio je da se radi o studentu iz Zagreba. Kasnije, boraveći u Moskvi, po tadašnjem običaju (da se od eventualnih progona zaštiti obitelj) živi pod pseudonimom Milan Gorkić, pod kojim je većinom kasnije spominjan.
Godine 1923. tajno napušta zemlju i sudjeluje na Drugoj partijskoj konferenciji SKJ u Beču. Iz Beča upućuju ga u Moskvu na školovanje. Radi u aparatu Kominterne obavljajući razne dužnosti. Organizacioni sekretar Komunističke omladinske internacionale 1928-1935. Nekoliko puta dolazio je u Jugoslaviju sudjelujući u radu SKOJ-a i KPJ. Piše brojne brošure i članke u raznim časopisima. Kao istruktor Komunističke internacionale putovao je po raznim europskim zemljama (Engleska, Francuska, Čehoslovačka, Grčka).

## Vođa KPJ
U lipnju. 1932. Kominterna je raspustila tadašnje vodstvo KPJ. Imenovano je tročlano Privremeno rukovodstvo: D. Parović, Vladimir Ćopić i Josip Čižinski. Sljedećih je godina sastav Privremenog biroa više puta mijenjan, ali Čižinski/Gorkić ostaje u njemu. Boravi ponajviše u Beču i u Moskvi.
Krajem srpnja 1934. prvi put susreće Josipa Broza Tita, koji dolazi u Beč. Tito je kasnije pričao kako su rukovodioci partije, koji su boravili u inozemstvu, navalili na njega »kao muhe na med« da čuju o situaciji u zemlji. To nije bilo posve točno, jer Čižinski je više puta prije i poslije toga boravio u Jugoslaviji, osobito Zagrebu, čak i u doba kada je 1935-1936. Broz stalno boravio u Moskvi. Putovao je i u Pariz organizirajući prebacivanje međunarodnih dobrovoljaca za građanski rat u Španolskoj.
U rujnu 1936. Izvršni komitet Kominterne smijenio je sve članove Centralnog komiteta KPJ osim Gorkića. On je 9. rujna 1936. imenovan za generalnog sekrata KPJ, dok Josip Broz postaje organizacioni sekretar. Odlučeno je da Gorkić ostane u inozemstvu (sjedište CK KPJ bilo je u Beču, a 1. siječnja 1937. prebačeno je u Pariz), dok će Broz otići u Jugoslaviju i tamo stalno boraviti. Broz je kasnije tvrdio da se Gorkić potonjoj odluci snažno protivio, ali izgleda da to nije točno.

## Žrtva staljinističkih čistki
Njegova supruga Beti Nikolajevna Glan uhićena je 1937, a Gorkić iz Pariza pozvan u Moskvu, gdje je u srpnju ili kolovozu uhićen. Navodno mu je suđeno kao gestapovskom špijunu te je likvidiran, ali točne okolnosti nisu poznate. Njegova supruga je godine 1956, nakon Dvadesetog kongresa KP SS, uspjela isposlovati odluku o punoj rehabilitaciji.

## Josip Broz o svojem prethodniku
Josip Broz Tito bio je 1936. imenovan za organizacijskog tajnika (organizacionog sekretara) CK KPJ; time je postao drugi čovjek stranke, kao zamjenik Čižinskog koji je glavni tajnik (generalni sekretar). Nakon Gorkićevog smijenjivanja preuzima položaj glavnog tajnika i dobiva od Kominterne odriješene ruke, jer je cijeli stari CK bio smijenjen. On tvrdi da s Gorkićevim smjenjivanjem ništa nije imao. Svojem biografu Vladimiru Dedijeru rekao je 1953. o hapšenju Gorkića:
»Tada su mi mnoge stvari postale jasne. Gorkić, koji je punih 14 godina boravio u Moskvi, koji je imao puno povjerenje Kominterne (…) ustvari je stalno i sistematski radio protiv KPJ. Kao frakcionaš, on je ometao razvijanje novih rukovodećih partijskih kadrova, a naročito iz redova radnika. On je, dalje, imao običaj da vara Kominternu, da šalje nerealne i lažne izvještaje o stanju u zemlji. U Kominterni se tražilo da se pokažu leci ili brošure ilegalno štampane, pa je to uzimano kao dokaz za rad u zemlji. Gorkić bi obično pronalazio nekog intelektualca u Beogradu koji bi na brzinu napabirčio kakav izvještaj, pa se to slalo u Kominternu.« (Dedijer, str. 239
Objektivnost Brozova svjedočenja je vrlo upitna. Ivan Očak u svojoj knjizi o Gorkiću tvrdi da u razdoblju 1935-1937. nije bilo stvarnih sukoba o načinu rada između njih dvojice, da su se dapače odlično slagali i imali identične stavove. Očak kaže da je Gorkić snažno podržavao i "gurao" Tita još otkad se ovaj pojavio u Beču 1934. Jedan je članak, koji je Gorkić objavio u partijskom glasilu Proleter, bio pripisan Titu i objavljen u njegovim Sabranim djelima. Postepeno se, u atmosferi staljinističkih čistki gdje se svi međusobno sumnjiče, odnos među njima kvario. Postojala je svakako i značajna razlika u godinama, životnom iskustvu i temperamentu: Gorkić je intelektualac i ideolog, Broz radnik i pragmatičar.
Broz ne spominje optužbe za špijunažu i izdaju, za koje vjerojatno zna da su besmislene, ali nastavlja s drugim optužbama: »Osim toga, Gorkić je održavao i direktne veze s jednim krilom beogradske buržoazije, koja je, naročito za vrijeme prošlog rata, ustvari postala vodeća snaga reakcije, a naročito one oko Draže Mihailovića. Gorkić je imao veze sa Slobodanom Jovanovićem, profesorom Beogradskog univerziteta, koji je kasnije postao predsjednik emigrantske vlade u Londonu, zatim s književnikom Dragišom Vasićem, koji je za vrijeme rata bio glavni politički savjetnik u štabu Draže Mihailovića. Treće lice s kojim je Gorkić držao vezu bio je beogradski advokat Mladen Žujović, koga je Draža Mihailović za vrijeme rata bio postavio za komandanta zapadne Jugoslavije.« (Dedijer, str. 239-240)  Ivan Očak u svojoj knjizi o Gorkiću uopće ne spominje ove navodne veze.  Gorkić je predlagao da KPJ izađe sa zajedničkom platformom s nacionalističkim Srpskim kulturnim klubom Jovanovića i Vasića.
Broz, koji inače kritički govori o staljinističkim čistkama, nonšalantno konstatira da se nakon uhićenja 1937. o Gorkiću »više ništa nije čulo«. Ipak, kada je pune tri godine kasnije na V. zemaljskoj konferenciji KPJ u Zagrebu, 19-23. listopada 1940. Gorkić, u uobičajenom ritualu gdje svatko mora dokazivati svoju lojalnost blateći osuđenog, osuđivan kao izdajnik, bandit, trockist, špijun, agent klasnog neprijatelja… Tito je staloženo izjavio da »ne valja sve prebacivati na Gorkića«. Bio je to za ono vrijeme neuobičajen i smion korak. (Očak, str. 349)

## Vanjske poveznice
- Ivan Očak: Josip Čižinskv-Gorkić. Početak revolucionarnog puta, Radovi Zavoda za hrvatsku povijest, Vol. 17 No. 1, 1984.